# Lasioptera basiflava
Lasioptera basiflava är en tvåvingeart som beskrevs av Ephraim Porter Felt 1908. Lasioptera basiflava ingår i släktet Lasioptera och familjen gallmyggor.
Artens utbredningsområde är New York. Inga underarter finns listade i Catalogue of Life.